# Herb gminy Sawin
Herb gminy Sawin – jeden z symboli gminy Sawin, ustanowiony 24 marca 2000.

## Wygląd i symbolika
Herb przedstawia na tarczy w polu złotym pannę z koroną w czerwonej sukni, siedzącą na czarnym kroczącym niedźwiedziu. Jest to godło z herbu Rawicz, którym posługiwał się biskup Maciej ze Starej Łomży. Biskup, nadając prawa miejskie Sawinowi, przekazał swój herb jako symbol miasta.